# Alprostadil

Alprostadil

Alprostadil ou prostaglandina E1 é um fármaco vasodilatador, usado provisoriamente em cirurgias de neonatos com deficiências cardíacas do nascimento . E no tratamento da disfunção erétil.

## Propriedades
Este fármaco causa vasodilatação, estimula os músculos do útero, do mamilo do intestino e ainda inibe a agregação plaquetária.

## Contra-indicações
- Anemia falciforme
- Priapismo
- Deformidade no pênis - Doença de Peyronie
- Hipersensibilidade calciforme

## Nomes comerciais
- Prostavasin® ; Caverjet